# Conothele mussoorie
Espèce
Conothele mussoorie est une espèce d'araignées mygalomorphes de la famille des Halonoproctidae.

## Distribution
Cette espèce est endémique d'Uttarakhand en Inde,. Elle se rencontre vers Mussoorie.

## Description
La femelle holotype mesure 13,57 mm.

## Systématique et taxinomie
Cette espèce a été décrite par Tripathi et Kadam en 2025.

## Étymologie
Son nom d'espèce lui a été donné en référence au lieu de sa découverte, Mussoorie.

## Publication originale
- Tripathi, Kadam & Sudhikumar, 2025 : « A new species of Conothele Thorell, 1878 (Araneae: Halonoproctidae) from the western Himalayas, India. » Arachnology, vol. 20, no 1, p. 76-79.